# Prionolabis kunimiana
Prionolabis kunimiana là một loài ruồi trong họ Limoniidae. Chúng phân bố ở miền Cổ bắc.